# Talaván
Talaván là một đô thị trong tỉnh Cáceres, Extremadura, Tây Ban Nha. Theo điều tra dân số 2005 (INE), đô thị này có dân số là 928 người.
39°43′B 6°17′T / 39,717°B 6,283°T